# Scindapsus lucens
Scindapsus lucens — вид квіткових рослин із родини кліщинцевих (Araceae), роду Scindapsus. Це ліана, рідним ареалом якої є зх. Суматра та п-ів Малайзія.